# Otolithes cuvieri
Otolithes cuvieri és una espècie de peix de la família dels esciènids i de l'ordre dels perciformes.

## Morfologia
- Els mascles poden assolir 39 cm de longitud total.[6][7]

## Alimentació
Menja Acetes, gambes, peixos i llurs larves, mol·luscs, isòpodes i copèpodes.

## Hàbitat
És un peix marí, de clima tropical i bentopelàgic.

## Distribució geogràfica
Es troba a l'oceà Índic occidental: l'Índia i el Pakistan.

## Observacions
És inofensiu per als humans.